# Sklodowska
Sklodowska est un cratère lunaire situé en partie sur la face visible de la Lune et la face cachée de la Lune. Il est donc plus ou moins bien visible selon la libration de la Lune.
Il est situé au sud-ouest du cratère Curie et au sud-est du cratère Pasteur. Le cratère Sklodowska possède un bord bien défini et peu d'apparence d'usure par l'érosion impacts. Le contour est irrégulier avec un certain nombre de petits renflements extérieurs, en particulier au sud et sud-ouest. Le petit cratère satellite "Sklodowska J" pénètre légèrement dans le rebord du sud-est. 
En 1961, l'Union astronomique internationale lui a attribué le nom de Sklodowska en l'honneur de la scientifique et physicienne polonaise, naturalisée française Marie Skłodowska-Curie. 
Le cratère Sklodowska possède un certain nombre de cratères satellites identifiés avec des lettres.
| Sklodowska | Latitude | Longitude | Diamètre |
| ---------- | -------- | --------- | -------- |
| A          | 14.7° S  | 96.5° E   | 44 km    |
| D          | 13.7° S  | 99.0° E   | 16 km    |
| J          | 19.3° S  | 97.7° E   | 16 km    |
| R          | 18.9° S  | 92.2° E   | 17 km    |
| Y          | 13.2° S  | 95.4° E   | 17 km    |